# Breidstrand (Øksnes)
Breidstrand est une localité du comté de Nordland, en Norvège.

## Géographie
Administrativement, Breidstrand fait partie de la kommune d'Øksnes.